# Латиноамериканская торговая палата в РФ (CCLAR)

Официальный логотип CCLAR

Латиноамериканская Торговая Палата в России, или CCLAR (аббревиатура от Cámara de Comercio Latinoamericana en Rusia на испанском, LATAM Chamber of Commerce in Russia на английском, Câmara de Comércio Latino-Americana na Rússia на португальском) - это независимая некоммерческая организация, занимающаяся развитием двусторонней торговли и инвестиций между странами Латинской Америки и Российской Федерацией, а также странами СНГ.
CCLAR представляет собой ассоциацию из более 32 латиноамериканских и российских корпораций и физических лиц, которым предоставляет коммерческие и юридические услуги. Также торговая палата поддерживает развитие своих членов через международные конференции и семинары, B2B встречи и торговые миссии. Основателем и президентом CCLAR является мексиканский предприниматель, проживающий в России, Доминго Гарсия Мартинес Сурита.

## Создание
CCLAR была основана в сентябре 2024 года, на фоне роста торговых отношений между Российской Федерацией и странами Латинской Америки. В 2024 году объем двусторонней торговли между Латинской Америкой и Россией впервые достиг 12,4 триллионов долларов США, при этом уровень импорта из Латинской Америки в Россию вырос на 40%. Новый экономический климат, выраженный в структурных преобразованиях российской экономики, изменениях в мировом порядке, растущем влиянии коалиции БРИКС и поиске российским бизнесом новых возможностей для сотрудничества, способствовал ее созданию.
CCLAR — первая частная торговая палата в России c российским юридическим лицом, которая ориентирована исключительно на взаимодействие с рынком Латинской Америки. Ее основная идея — развитие торговых отношений и инвестиционных проектов между двумя регионами.

## Организация
CCLAR является частной ассоциацией предприятий и корпораций из Российской Федерации и Латинской Америки. Торговая палата официально представляет интересы латиноамериканских корпораций и физических лиц в России и помогает российским компаниям оперировать на латиноамериканских рынках. CCLAR стремится увеличить торговый обмен между Россией и Латинской Америкой, обращая внимание как на недостатки в предложении определенных отраслей экономик России (как, например, в проекте 2025 года по импортозамещению молочной продукции) и стран СНГ, так и на латиноамериканский интерес к вступлению на их рынки с потенциалом стратегического партнёрства.
В 2025 году CCLAR стремится объединить все больше юридических и физических лиц. Ассоциация особенно активна в секторе малого и среднего бизнеса, а также укрепляет сотрудничество между крупными компаниями обоих регионов.
Как организация с системным подходом к торговле, CCLAR поддерживает стратегические отношения с 20 латиноамериканскими дипломатическими миссиями в РФ, Министерством иностранных дел России, крупными государственными корпорациями и международными СМИ.

## Услуги
Торговая палата выступает в качестве бизнес-моста между рынками России и Латинской Америки и предлагает своим партнёрам комплекс услуг, в которые входят: анализ рынка и выявление бизнес-возможностей, юридическая и налоговая консультация, помощь в регистрации юридического лица и открытии расчетного счета для бизнеса, услуги перевода и мониторинг соблюдения торговых соглашений, установленных между клиентами. Кроме того, Палата организует деловые встречи и мероприятия со своими партнёрами и ключевыми фигурами российского и международного бизнеса, деловые миссии между Россией и Латинской Америкой, семинары и конференции по актуальным темам российской международной торговли совместно с другими торговыми палатами, а также участвует в главных экономических форумах в России, таких как Петербургский международный экономический форум.